# Zeebo Family Pack
Zeebo Family Pack é uma compilação de jogos desenvolvido pela empresa Sueca Jadestone e lançado em setembro de 2009 exclusivamente para o console Zeebo. No México o jogo foi disponibilizado gratuitamente.
O jogador pode escolher entre 7 diferentes jogos, que incluem: 8-Ball, Cannonball, Fórmula 0.01, Dirtbike, Score, Long John Silver e Zap.